# 羧肽酶A5
羧肽酶A5是人类基因 CPA5 编码的蛋白质，属于一种羧肽酶（Carboxypeptidase）。